# استیون مگوایر
استیون مگوایر (انگلیسی: Stephen Maguire؛ زادهٔ ۱۳ مارس ۱۹۸۱) اسنوکرباز اهل اسکاتلند است. او بیش از ۳۵۰ بریک ۱۰۰ شامل سه ماکزیمم بریک در کارنامه دارد و یازده سال پیاپی بین سالهای ۲۰۰۵ تا ۲۰۱۶ در بین ۱۶ اسنوکرباز برتر دنیا حضور داشته‌ است. از افتخاراتش می‌توان قهرمانی مسابقات بریتانیا در سال ۲۰۰۴ را نام برد.